# 缪尔福特猪
猪的品种之一。也称骡蹄猪。缪尔福特猪被美国家畜品种保存委员会（the American Livestock Breeds Conservancy）列为"极危物种Critical"，目前的年注册数低于200头。过去的几年中，有育种学家声称缪尔福特猪能对猪瘟免疫，但也遭到反驳。

## 品种起源
该品种的起源并不清楚，但在过去的一个世纪里都有完整的文字记载。F.D. Coburn在他1916年出版的经典书籍《美洲猪种（Swine in America）》中指出，缪尔福特猪在阿肯色州、密苏里州、爱荷华州、印第安那州、整个西南部及墨西哥部分地区均有发现。在墨西哥南部和阿肯色州北部，缪尔福特猪也称为欧扎克猪（Ozark pigs）。

## 品种特征
正如“缪尔福特”这个词的英文原意--“骡蹄（mulefoot）”，缪尔福特猪有着一个结实的猪蹄。虽然只能看到一个脚趾，但实际上底下还有两个衬垫。Coburn对这种猪的描述是全身为黑色，偶尔会有白点，中等下垂的耳朵，皮毛松软。该品种性情温和，容易肥育。两年内就能养到400-600磅。